# القرصان هانز
هانز هو قرصان خيالي في رواية جزيرة الكنز للكاتب الإسكتلندي روبرت لويس ستيفنسون، ويظهر هانز في الرواية كقائد للسفينة المبحرة نحو جزيرة الكنز، وهو قرصان سابق في سفينة القبطان فلينت يذهب مع جون سلفر للبحث عن الكنز، وتكون وفاته على يد الصبي جيم هوكينز .